# Pietro di Lussemburgo
Pietro di Lussemburgo (Ligny-en-Barrois, 20 luglio 1369 – Villeneuve-lès-Avignon, 2 luglio 1387) è stato un cardinale francese, nel 1432 fu proclamato patrono della città di Avignone, poi dichiarato beato nel 1527 da Clemente VII nonostante il fatto di essere stato nominato cardinale da un antipapa durante lo Scisma d'Occidente.

## Biografia
Nacque da Guido di Lussemburgo, conte di Ligny-en-Barrois e da Mahaut di Châtillon, contessa di Saint-Pol, genitori appartenenti a nobili ed importanti casate di Francia.
Rimasto orfano in tenera età, venne educato da Giovanna di Châtillon, sua zia. Nel 1377, all'età di otto anni, venne mandato a studiare a Parigi ove fu allievo del teologo Pierre d'Ailly che si incaricò di fargli da mentore
Egli divenne canonico di Parigi nel 1379 e canonico di Cambrai nel 1382. Coinvolto, come il suo maestro Pierre d'Ailly, nelle lotte politico religiose che ebbero luogo negli anni dello Scisma d'Occidente, Pietro entrò a far parte dei disegni dell'antipapa Clemente VII che nel 1384 (quando Pietro era solo quattordicenne) lo nominò vescovo di Metz, in Lorena, e subito dopo cardinale nella stessa città. L'imperatore Venceslao di Lussemburgo, sostenitore del papa Urbano VI nominò alla stessa carica Thielleman de Bousse. Pietro fu così travolto in lotte cruenti per la disputa della cattedra vescovile.
Toccato da personali vicende familiari, egli rinunciò alla carica vescovile e cardinalizia e si ritirò a Parigi, impaziente di fuggire dalla vita pubblica.
L'antipapa Clemente VII, desideroso di avere al suo fianco il giovane Pietro e, per suo tramite, l'appoggio della sua importante casata d'origine, lo nominò cardinale ad Avignone, sede della corte papale, nel 1386. L'anno successivo Pierre fu colpito da una grave malattia che il 2 luglio 1387 lo condusse alla morte a Villeneuve-lès-Avignon.
Fu sepolto su sua richiesta nel cimitero comune dei poveri. Poco dopo la morte sulla sua tomba –come dicono le agiografie - iniziarono ad accadere miracoli. Suo fratello Giovanni ordinò nel 1395, la costruzione di una chiesa dedicata a papa San Celestino V, dove il corpo di Pietro doveva essere sepolto. Un convento di monaci Celestini venne poi costruito accanto alla chiesa (dove nel 1401 vennero trasferiti dalla cattedrale di Avignone i resti dell'antipapa Clemente VII).

## Il culto del beato Pietro di Lussemburgo

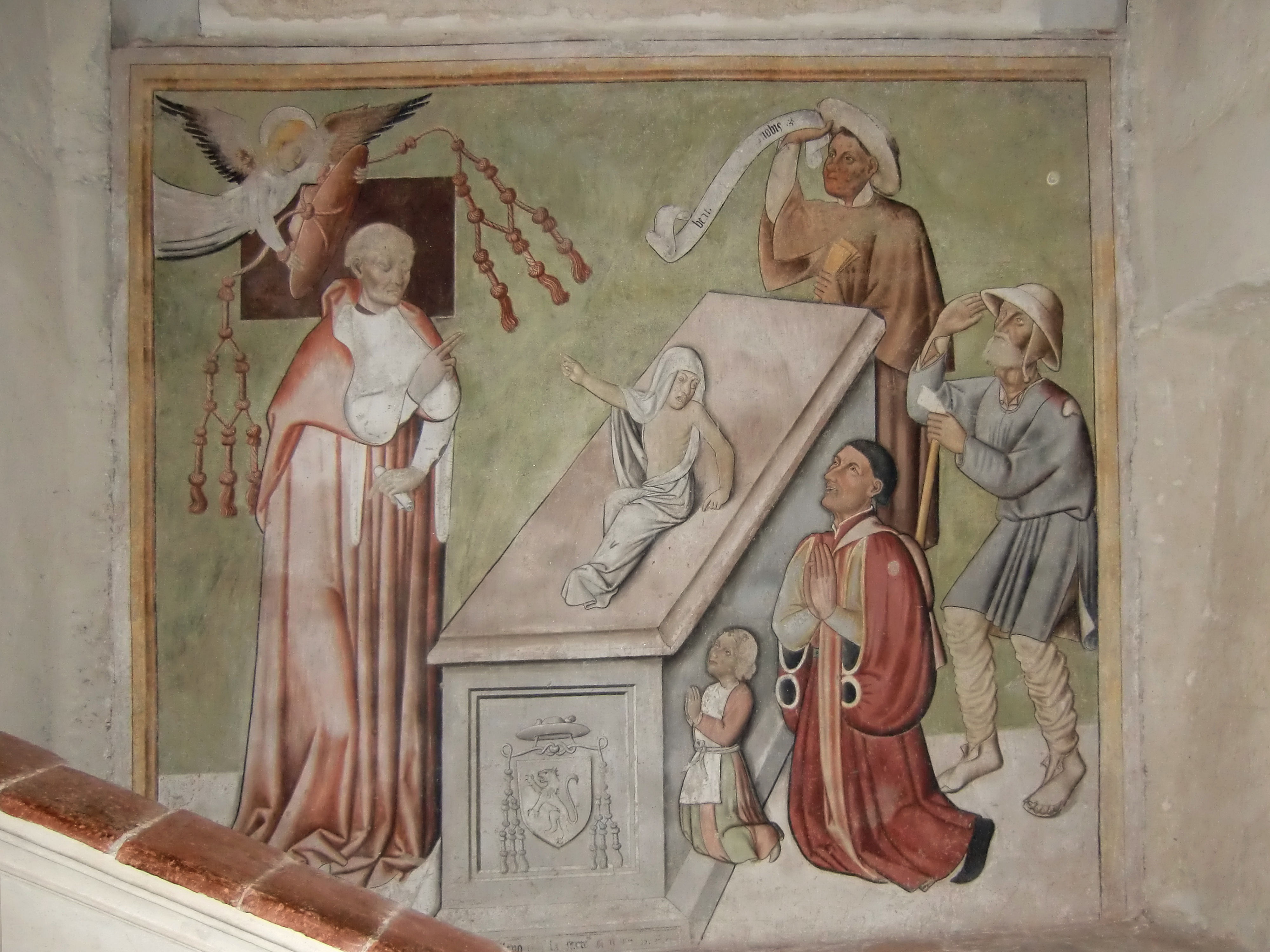
Pittore ignoto del XV secolo, Miracolo di una resurrezione compiuto dal Beato Pietro di Lussemburgo, Ivrea, Duomo.

L'anno dopo la morte il suo mentore Pietro di Ailly si adoperò per la sua causa di beatificazione, ma senza successo immediato. Anche la discussione sulla sua beatificazione durante il Concilio di Basilea (1431-1449) non ebbe successo. La città di Avignone nel 1432 lo dichiarò comunque suo patrono, nonostante il processo di beatificazione fosse stato ripetutamente interrotto. Tale processo si concluse solo il 9 aprile 1527, sotto il pontificato di papa Clemente VII.
Subito dopo la morte la devozione popolare nei suoi confronti si diffuse in Provenza, in Lorena e in altre regioni francesi. Le raffigurazioni che lo riguardano lo ritraggono con il volto giovanile, con il cappello ed abiti cardinalizi. Il ritratto più celebre, del 1450 circa, è quello eseguito dal cosiddetto "Maestro della Pietà di Avignone" (generalmente identificato con Enguerrand Quarton) convervato nel Musée Calvet di Avignone. A testimonianza della diffusione del culto anche nel Ducato di Savoia, si può osservare nel duomo di Ivrea un affresco di un ignoto autore della seconda metà del XV secolo che lo ritrae nell'atto di compiere un miracolo.
Le diocesi di Avignone, Metz, Parigi, Verdun e Lussemburgo lo celebrano il 2 luglio. A Villeneuve-lès-Avignon un museo è stato intitolato al suo nome (Musée Pierre-de-Luxembourg).

## Ascendenza
|                                    |                                     |                                      | Genitori                      |  |  | Nonni |  |  | Bisnonni                           |  |  | Trisnonni                          |  |
|                                    |                                     |                                      |                               |  |  |       |  |  | 8. Waleran II di Lussemburgo-Ligny |  |  | 16. Waleran I di Lussemburgo-Ligny |  |
|                                    |                                     |                                      |                               |  |  |       |  |  | 8. Waleran II di Lussemburgo-Ligny |  |  | 16. Waleran I di Lussemburgo-Ligny |  |
|                                    |                                     | 17. Giovanna di Beauvoir             |                               |  |  |       |  |  | 8. Waleran II di Lussemburgo-Ligny |  |  |                                    |  |
| 4. Giovanni I di Lussemburgo-Ligny |                                     |                                      |                               |  |  |       |  |  | 8. Waleran II di Lussemburgo-Ligny |  |  |                                    |  |
|                                    |                                     | 9. Guidotta di Lille                 | 18. Giovanni IV di Lille      |  |  |       |  |  |                                    |  |  |                                    |  |
|                                    |                                     | 9. Guidotta di Lille                 | 18. Giovanni IV di Lille      |  |  |       |  |  |                                    |  |  |                                    |  |
|                                    |                                     | 9. Guidotta di Lille                 | 19. Beatrice di Clermont      |  |  |       |  |  |                                    |  |  |                                    |  |
| 2. Guido di Lussemburgo-Ligny      |                                     | 9. Guidotta di Lille                 |                               |  |  |       |  |  |                                    |  |  |                                    |  |
|                                    |                                     | 10. Guido di Dampierre               | 20. Guglielmo IV di Dampierre |  |  |       |  |  |                                    |  |  |                                    |  |
|                                    |                                     | 10. Guido di Dampierre               | 20. Guglielmo IV di Dampierre |  |  |       |  |  |                                    |  |  |                                    |  |
|                                    |                                     | 10. Guido di Dampierre               | 21. Alice di Clermont         |  |  |       |  |  |                                    |  |  |                                    |  |
| 5. Alice di Dampierre              |                                     | 10. Guido di Dampierre               |                               |  |  |       |  |  |                                    |  |  |                                    |  |
|                                    |                                     | 11. Beatrice di Putten               | 22. Niccolò III di Putten     |  |  |       |  |  |                                    |  |  |                                    |  |
|                                    |                                     | 11. Beatrice di Putten               | 22. Niccolò III di Putten     |  |  |       |  |  |                                    |  |  |                                    |  |
|                                    |                                     | 11. Beatrice di Putten               | 23. Alessia di Strijen        |  |  |       |  |  |                                    |  |  |                                    |  |
| 1. Pietro di Lussemburgo           |                                     | 11. Beatrice di Putten               |                               |  |  |       |  |  |                                    |  |  |                                    |  |
|                                    | 12. Guido IV di Châtillon-Saint-Pol | 24. Guido III di Châtillon-Saint-Pol |                               |  |  |       |  |  |                                    |  |  |                                    |  |
|                                    | 12. Guido IV di Châtillon-Saint-Pol | 24. Guido III di Châtillon-Saint-Pol |                               |  |  |       |  |  |                                    |  |  |                                    |  |
|                                    | 12. Guido IV di Châtillon-Saint-Pol | 25. Matilde di Brabante              |                               |  |  |       |  |  |                                    |  |  |                                    |  |
| 6. Giovanni di Châtillon-Saint-Pol | 12. Guido IV di Châtillon-Saint-Pol |                                      |                               |  |  |       |  |  |                                    |  |  |                                    |  |
|                                    |                                     | 13. Maria di Bretagna                | 26. Giovanni II di Bretagna   |  |  |       |  |  |                                    |  |  |                                    |  |
|                                    |                                     | 13. Maria di Bretagna                | 26. Giovanni II di Bretagna   |  |  |       |  |  |                                    |  |  |                                    |  |
|                                    |                                     | 13. Maria di Bretagna                | 27. Beatrice d'Inghilterra    |  |  |       |  |  |                                    |  |  |                                    |  |
| 3. Matilde di Châtillon            |                                     | 13. Maria di Bretagna                |                               |  |  |       |  |  |                                    |  |  |                                    |  |
|                                    |                                     | 14. Giovanni I di Fiennes            | 28. Guglielmo II di Fiennes   |  |  |       |  |  |                                    |  |  |                                    |  |
|                                    |                                     | 14. Giovanni I di Fiennes            | 28. Guglielmo II di Fiennes   |  |  |       |  |  |                                    |  |  |                                    |  |
|                                    |                                     | 14. Giovanni I di Fiennes            | 29. Bianca di Brienne         |  |  |       |  |  |                                    |  |  |                                    |  |
| 7. Giovanna di Fiennes             |                                     | 14. Giovanni I di Fiennes            |                               |  |  |       |  |  |                                    |  |  |                                    |  |
|                                    |                                     | 15. Isabelle di Dampierre            | 30. Guido di Dampierre        |  |  |       |  |  |                                    |  |  |                                    |  |
|                                    |                                     | 15. Isabelle di Dampierre            | 30. Guido di Dampierre        |  |  |       |  |  |                                    |  |  |                                    |  |
|                                    |                                     | 15. Isabelle di Dampierre            | 31. Isabella di Lussemburgo   |  |  |       |  |  |                                    |  |  |                                    |  |
|                                    |                                     | 15. Isabelle di Dampierre            |                               |  |  |       |  |  |                                    |  |  |                                    |  |